# 豊浦郡
- 令制国一覧 > 山陽道 > 長門国 > 豊浦郡
- 日本 > 中国地方 > 山口県 > 豊浦郡

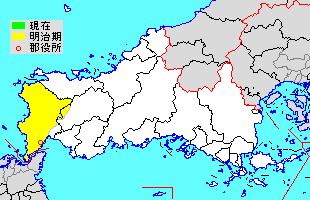
山口県豊浦郡の位置

豊浦郡（とようらぐん、とよらのこおり）は、山口県（長門国）にあった郡。

## 郡域
1879年（明治12年）に行政区画として発足した当時の郡域は、下記の区域にあたる。
- 下関市の大部分（白崎、王喜宇津井、王喜本町、吉田、吉田地方以東[1]を除く）
- 美祢市の一部（豊田前町各町）

## 歴史
和名類聚抄に「止与良」とあるように、当初は「とよら」と読まれていた。
鎌倉時代から寛文4年（1664年）までは豊東郡・豊西郡・豊田郡に分かれていた（いずれも私郡）。

### 近世以降の沿革
- 「旧高旧領取調帳」に記載されている明治初年時点での支配は以下の通り。（1町123村2浦）

| 知行 | 知行           | 村数          | 村名 |
| ---- | -------------- | ------------- | --- |
| 藩領 | 周防山口藩     | 4村           | 殿居村、阿川村、滝部村、神田上村 |
| 藩領 | 長門府中藩     | 1町 100村 1浦 | 赤間関、今浦御開作、高畑村、藤ヶ谷村、楠乃村、秋根村、勝谷村、熊野村、垢田村、稗田村、有富村、石原村、延行村、伊倉村、蒲生野村、富任村、綾羅木村、安岡村、横野村、福江村、吉見上村、吉見下村、永田郷村、吉母村、蓋井島、厚母郷村、室津上村、室津下村、黒井村、吉永村、涌田後地、宇賀村、城戸村、長野村、手洗村、江良村、中村、矢田村、鷹ノ子村、阿座上村、庭田村、八道村、稲光村、日野村、高山村、東長野村、川棚村、小串村、萩原村、今山村、古烏帽子村、保々村、樅ノ木村、嶽村、麻生上村、麻生下村、金道村、稲見村、楢原村、宇内村、今出村、伊藤田村、大河内村、一ノ俣村、佐野村、荒木村、浮石村、奈留村、岩滑村、杢路子村、田耕村、粟野村、角島、矢玉浦、松小田村、彦島、大坪村、幡生村、後田村、武久村、長崎村、関後地村、椋野村、前田村、才川村、宇部村、員光村、山田村、神田村、東中山村、西中山村、田部村、七見村、小野村、井田村、形山村、内日上村、内日下村、植田村、六連島、長府村、田倉村 |
| 藩領 | 長門清末藩     | 14村 1浦      | 清末村、阿内村、上大野村、下大野村、上保木村、下保木村、轡井村、道市村、上岡枝村、下岡枝村、貴飯村、楢崎村、吉賀村、伊崎村、竹崎浦 |
| 藩領 | 山口藩・府中藩 | 3村           | 殿敷村、地吉村、神田下村 |
| 藩領 | 府中藩・清末藩 | 2村           | 小月村、久野村 |

- 明治2年8月7日（1869年9月12日） - 任知藩事にともない府中藩が改称して豊浦藩となる。
- 明治4年
  - 7月14日（1871年8月29日） - 廃藩置県により、山口県、豊浦県、清末県の管轄となる。
  - 11月15日（1871年12月26日） - 第1次府県統合により、全域が山口県の管轄となる。
- 明治初年（3町119村1浦）
  - 矢田村の一部が分立して西市町となる。
  - 田部村の一部が分立して上田部村となる。
  - 長府村が分割し、一部（府中）が豊浦町、残部（長府後地）が豊浦村となる。
  - 長野村が改称して西長野村となる。
  - 伊藤田村が今出村に、奈留村・岩滑村が浮石村にそれぞれ合併。
  - 今浦御開作・伊崎村・竹崎浦が赤間関に合併[19]。
- 明治12年（1879年）1月6日 - 郡区町村編制法の山口県での施行により、下記の変更が行われる。（2町116村1浦）
  - 赤間関22町[20]・関後地村・彦島・六連島の区域をもって赤間関区が発足し、郡より離脱。
  - 残部に行政区画としての豊浦郡が発足。郡役所が長府村に設置。

### 町村制以降の沿革

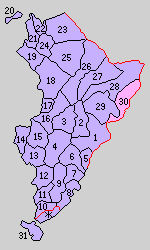
1.豊東村 2.岡枝村 3.豊東郷村 4.内日村 5.小月村 6.清末村 7.豊東前村 8.長府村 9.豊東上村 10.豊東下村 11.豊西下村 12.豊西中村 13.豊西上村 14.豊西村 15.豊西東村 16.川棚村 17.小串村 18.宇賀村 19.神玉村 20.角島村 21.神田下村 22.阿川村 23.粟野村 24.滝部村 25.田耕村 26.豊田上村 27.豊田中村 28.豊田奥村 29.豊田下村 30.豊田前村 31.彦島村（紫：下関市 桃：美祢市 ＊：赤間関市）

- 明治22年（1889年）4月1日 - 町村制の施行により、下記の各村が発足。特記以外は全域が現・下関市。（31村）
  - 豊東村 ← 樅ノ木村、道市村、轡井村、下保木村、上保木村、東中山村、西中山村、下大野村、上大野村、田部村、上田部村、七見村
  - 岡枝村 ← 上岡枝村、下岡枝村、吉賀村
  - 豊東郷村 ← 貴飯村、久野村、楢崎村
  - 内日村 ← 植田村、内日上村、内日下村
  - 小月村（単独村制）
  - 清末村 ← 清末村、阿内村
  - 豊東前村 ← 神田村、山田村、員光村、宇部村、才川村、松小田村
  - 長府村 ← 豊浦村、豊浦町、高畑村、前田村
  - 豊東上村 ← 田倉村、勝谷村、楠乃村、秋根村、形山村、井田村、小野村
  - 豊東下村 ← 大坪村、武久村、幡生村、後田村、椋野村、藤ヶ谷村
  - 豊西下村 ← 石原村、有富村、延行村、伊倉村、熊野村、稗田村、垢田村、綾羅木村
  - 豊西中村 ← 富任村、蒲生野村、安岡村、横野村、福江村
  - 豊西上村 ← 吉見上村、吉見下村、永田郷村
  - 豊西村 ← 吉母村、室津上村、室津下村、蓋井島
  - 豊西東村 ← 厚母郷村、黒井村、吉永村、涌田後地
  - 川棚村、小串村、宇賀村（それぞれ単独村制）
  - 神玉村 ← 神田上村、矢玉浦
  - 角島村、神田下村、阿川村、粟野村、滝部村、田耕村（それぞれ単独村制）
  - 豊田上村 ← 一ノ俣村、荒木村、佐野村、殿居村、杢路子村
  - 豊田中村 ← 鷹ノ子村、八道村、稲見村、金道村、宇内村、浮石村
  - 豊田奥村 ← 矢田村、西市町、庭田村、今出村、地吉村、大河内村、殿敷村、楢原村
  - 豊田下村 ← 高山村、東長野村、西長野村、城戸村、江良村、手洗村、中村、阿座上村、萩原村、日野村、稲光村
  - 豊田前村 ← 麻生上村、麻生下村、今山村、保々村、古烏帽子村、嶽村（現・美祢市）
  - 彦島村 ← 赤間関区［六連島・彦島］
- 明治29年（1896年）9月1日 - 郡制を施行。
- 明治31年（1898年）9月1日
  - 豊西東村が改称して黒井村となる。
  - 豊東下村が改称して生野村となる。
  - 豊東前村が改称して王司村となる。
  - 豊東上村が改称して勝山村となる。
- 明治32年（1899年）4月1日
  - 豊田奥村が改称して西市村となる。
  - 豊東郷村が改称して楢崎村となる。
- 明治43年（1910年）7月1日 - 豊西中村が改称して安岡村となる。
- 明治44年（1911年）4月1日 - 長府村が町制施行して長府町となる。（1町30村）
- 明治45年（1912年）4月1日 - 豊田上村が改称して殿居村となる。
- 大正3年（1914年）9月1日 - 豊西下村が改称して川中村となる。
- 大正7年（1918年）5月1日 - 神田下村が改称して神田村となる。
- 大正10年（1921年）
  - 1月10日 - 生野村が下関市に編入。（1町29村）
  - 10月1日 - 彦島村が町制施行して彦島町となる。（2町28村）
- 大正11年（1922年）10月1日 - 豊西上村が改称して吉見村となる。
- 大正12年（1923年）4月1日 - 郡会が廃止。郡役所は存続。
- 大正13年（1924年）2月11日 - 西市村が町制施行して西市町となる。（3町27村）
- 大正14年（1925年）
  - 2月11日 - 安岡村が町制施行して安岡町となる。（4町26村）
  - 5月1日 - 小串村が町制施行して小串町となる。（5町25村）
- 大正15年（1926年）7月1日 - 郡役所が廃止。以降は地域区分名称となる。
- 昭和7年（1932年）11月3日 - 小月村が町制施行して小月町となる。（6町24村）
- 昭和8年（1933年）3月20日 - 彦島町が下関市に編入。（5町24村）
- 昭和12年（1937年）
  - 3月26日 - 長府町が下関市に編入。（4町24村）
  - 11月15日 - 安岡町・川中村が下関市に編入。（3町23村）
- 昭和14年（1939年）5月17日 - 小月町・清末村・王司村・勝山村・吉見村が下関市に編入。（2町19村）
- 昭和26年（1951年）4月1日 - 楢崎村・岡枝村が合併して菊川村が発足。（2町18村）
- 昭和28年（1953年）6月1日 - 豊田前村が町制施行して豊田前町となる。（3町17村）
- 昭和29年（1954年）
  - 3月31日 - 豊田前町が美祢郡大嶺町・伊佐町・於福村・東厚保村・西厚保村と合併して美祢市が発足し、郡より離脱。（2町17村）
  - 8月1日 - 豊西村の一部（吉母・蓋井島および室津上の一部）を下関市に編入。
  - 10月1日 - 殿居村・豊田中村・西市町・豊田下村が合併して豊田町が発足。（2町14村）
- 昭和30年（1955年）
  - 4月1日（4町3村）
    - 豊西村・黒井村・川棚村および宇賀村の一部[21]が合併して豊浦町が発足。
    - 神玉村・角島村・神田村・阿川村・粟野村・滝部村・田耕村および宇賀村の一部[22]が合併して豊北町が発足。

  - 4月10日 - 菊川村・豊東村および内日村の一部[23]が合併して菊川町が発足。（5町1村）
  - 11月1日 - 内日村が下関市に編入。（5町）
- 昭和31年（1956年）7月1日 - 小串町が豊浦町に編入。（4町）
- 平成17年（2005年）2月13日 - 菊川町・豊田町・豊浦町・豊北町が下関市と合併し、改めて下関市が発足。同日豊浦郡消滅。

### 変遷表
| 明治22年以前 | 明治22年以前                 | 明治22年以前                 | 明治22年 4月1日 町村制施行 | 明治22年 - 明治45年        | 大正元年 - 大正15年          | 昭和元年 - 昭和9年          | 昭和10年 - 昭和28年           | 昭和29年 - 昭和64年          | 平成元年 - 現在              | 現在   |
| ------------ | ---------------------------- | ---------------------------- | -------------------------- | -------------------------- | ---------------------------- | --------------------------- | ----------------------------- | ---------------------------- | ---------------------------- | ------ |
| 矢田村       | 矢田村                       | 矢田村                       | 豊田奥村                   | 明治32年4月1日 改称 西市村 | 大正13年2月11日 町制 西市町  | 西市町                      | 西市町                        | 昭和29年10月1日 豊田町       | 平成17年2月13日 下関市       | 下関市 |
| 矢田村       | 明治初年 分立 西市町         |                              | 豊田奥村                   | 明治32年4月1日 改称 西市村 | 大正13年2月11日 町制 西市町  | 西市町                      | 西市町                        | 昭和29年10月1日 豊田町       | 平成17年2月13日 下関市       | 下関市 |
| 庭田村       |                              |                              | 豊田奥村                   | 明治32年4月1日 改称 西市村 | 大正13年2月11日 町制 西市町  | 西市町                      | 西市町                        | 昭和29年10月1日 豊田町       | 平成17年2月13日 下関市       | 下関市 |
| 今出村       | 今出村                       | 今出村                       | 豊田奥村                   | 明治32年4月1日 改称 西市村 | 大正13年2月11日 町制 西市町  | 西市町                      | 西市町                        | 昭和29年10月1日 豊田町       | 平成17年2月13日 下関市       | 下関市 |
| 伊藤田村     | 明治初年 今出村に合併        | 今出村                       | 豊田奥村                   | 明治32年4月1日 改称 西市村 | 大正13年2月11日 町制 西市町  | 西市町                      | 西市町                        | 昭和29年10月1日 豊田町       | 平成17年2月13日 下関市       | 下関市 |
| 地吉村       |                              |                              | 豊田奥村                   | 明治32年4月1日 改称 西市村 | 大正13年2月11日 町制 西市町  | 西市町                      | 西市町                        | 昭和29年10月1日 豊田町       | 平成17年2月13日 下関市       | 下関市 |
| 大河内村     |                              |                              | 豊田奥村                   | 明治32年4月1日 改称 西市村 | 大正13年2月11日 町制 西市町  | 西市町                      | 西市町                        | 昭和29年10月1日 豊田町       | 平成17年2月13日 下関市       | 下関市 |
| 殿敷村       |                              |                              | 豊田奥村                   | 明治32年4月1日 改称 西市村 | 大正13年2月11日 町制 西市町  | 西市町                      | 西市町                        | 昭和29年10月1日 豊田町       | 平成17年2月13日 下関市       | 下関市 |
| 楢原村       |                              |                              | 豊田奥村                   | 明治32年4月1日 改称 西市村 | 大正13年2月11日 町制 西市町  | 西市町                      | 西市町                        | 昭和29年10月1日 豊田町       | 平成17年2月13日 下関市       | 下関市 |
| 一ノ俣村     | 一ノ俣村                     | 一ノ俣村                     | 豊田上村                   | 明治45年4月1日 改称 殿居村 | 殿居村                       | 殿居村                      | 殿居村                        | 昭和29年10月1日 豊田町       | 平成17年2月13日 下関市       | 下関市 |
| 荒木村       |                              |                              | 豊田上村                   | 明治45年4月1日 改称 殿居村 | 殿居村                       | 殿居村                      | 殿居村                        | 昭和29年10月1日 豊田町       | 平成17年2月13日 下関市       | 下関市 |
| 佐野村       |                              |                              | 豊田上村                   | 明治45年4月1日 改称 殿居村 | 殿居村                       | 殿居村                      | 殿居村                        | 昭和29年10月1日 豊田町       | 平成17年2月13日 下関市       | 下関市 |
| 殿居村       |                              |                              | 豊田上村                   | 明治45年4月1日 改称 殿居村 | 殿居村                       | 殿居村                      | 殿居村                        | 昭和29年10月1日 豊田町       | 平成17年2月13日 下関市       | 下関市 |
| 杢路子村     |                              |                              | 豊田上村                   | 明治45年4月1日 改称 殿居村 | 殿居村                       | 殿居村                      | 殿居村                        | 昭和29年10月1日 豊田町       | 平成17年2月13日 下関市       | 下関市 |
| 鷹ノ子村     | 鷹ノ子村                     | 鷹ノ子村                     | 豊田中村                   | 豊田中村                   | 豊田中村                     | 豊田中村                    | 豊田中村                      | 昭和29年10月1日 豊田町       | 平成17年2月13日 下関市       | 下関市 |
| 八道村       |                              |                              | 豊田中村                   | 豊田中村                   | 豊田中村                     | 豊田中村                    | 豊田中村                      | 昭和29年10月1日 豊田町       | 平成17年2月13日 下関市       | 下関市 |
| 稲見村       |                              |                              | 豊田中村                   | 豊田中村                   | 豊田中村                     | 豊田中村                    | 豊田中村                      | 昭和29年10月1日 豊田町       | 平成17年2月13日 下関市       | 下関市 |
| 金道村       |                              |                              | 豊田中村                   | 豊田中村                   | 豊田中村                     | 豊田中村                    | 豊田中村                      | 昭和29年10月1日 豊田町       | 平成17年2月13日 下関市       | 下関市 |
| 宇内村       |                              |                              | 豊田中村                   | 豊田中村                   | 豊田中村                     | 豊田中村                    | 豊田中村                      | 昭和29年10月1日 豊田町       | 平成17年2月13日 下関市       | 下関市 |
| 浮石村       | 浮石村                       | 浮石村                       | 豊田中村                   | 豊田中村                   | 豊田中村                     | 豊田中村                    | 豊田中村                      | 昭和29年10月1日 豊田町       | 平成17年2月13日 下関市       | 下関市 |
| 奈留村       | 明治初年 浮石村に合併        | 浮石村                       | 豊田中村                   | 豊田中村                   | 豊田中村                     | 豊田中村                    | 豊田中村                      | 昭和29年10月1日 豊田町       | 平成17年2月13日 下関市       | 下関市 |
| 岩滑村       | 明治初年 浮石村に合併        | 浮石村                       | 豊田中村                   | 豊田中村                   | 豊田中村                     | 豊田中村                    | 豊田中村                      | 昭和29年10月1日 豊田町       | 平成17年2月13日 下関市       | 下関市 |
| 高山村       | 高山村                       | 高山村                       | 豊田下村                   | 豊田下村                   | 豊田下村                     | 豊田下村                    | 豊田下村                      | 昭和29年10月1日 豊田町       | 平成17年2月13日 下関市       | 下関市 |
| 東長野村     |                              |                              | 豊田下村                   | 豊田下村                   | 豊田下村                     | 豊田下村                    | 豊田下村                      | 昭和29年10月1日 豊田町       | 平成17年2月13日 下関市       | 下関市 |
| 長野村       | 明治初年 改称 西長野村       | 明治初年 改称 西長野村       | 豊田下村                   | 豊田下村                   | 豊田下村                     | 豊田下村                    | 豊田下村                      | 昭和29年10月1日 豊田町       | 平成17年2月13日 下関市       | 下関市 |
| 城戸村       |                              |                              | 豊田下村                   | 豊田下村                   | 豊田下村                     | 豊田下村                    | 豊田下村                      | 昭和29年10月1日 豊田町       | 平成17年2月13日 下関市       | 下関市 |
| 江良村       |                              |                              | 豊田下村                   | 豊田下村                   | 豊田下村                     | 豊田下村                    | 豊田下村                      | 昭和29年10月1日 豊田町       | 平成17年2月13日 下関市       | 下関市 |
| 手洗村       |                              |                              | 豊田下村                   | 豊田下村                   | 豊田下村                     | 豊田下村                    | 豊田下村                      | 昭和29年10月1日 豊田町       | 平成17年2月13日 下関市       | 下関市 |
| 中村         |                              |                              | 豊田下村                   | 豊田下村                   | 豊田下村                     | 豊田下村                    | 豊田下村                      | 昭和29年10月1日 豊田町       | 平成17年2月13日 下関市       | 下関市 |
| 阿座上村     |                              |                              | 豊田下村                   | 豊田下村                   | 豊田下村                     | 豊田下村                    | 豊田下村                      | 昭和29年10月1日 豊田町       | 平成17年2月13日 下関市       | 下関市 |
| 萩原村       |                              |                              | 豊田下村                   | 豊田下村                   | 豊田下村                     | 豊田下村                    | 豊田下村                      | 昭和29年10月1日 豊田町       | 平成17年2月13日 下関市       | 下関市 |
| 日野村       |                              |                              | 豊田下村                   | 豊田下村                   | 豊田下村                     | 豊田下村                    | 豊田下村                      | 昭和29年10月1日 豊田町       | 平成17年2月13日 下関市       | 下関市 |
| 稲光村       |                              |                              | 豊田下村                   | 豊田下村                   | 豊田下村                     | 豊田下村                    | 豊田下村                      | 昭和29年10月1日 豊田町       | 平成17年2月13日 下関市       | 下関市 |
| 貴飯村       | 貴飯村                       | 貴飯村                       | 豊東郷村                   | 明治32年4月1日 改称 楢崎村 | 楢崎村                       | 楢崎村                      | 昭和26年4月1日 菊川村         | 昭和30年4月10日 菊川町       | 平成17年2月13日 下関市       | 下関市 |
| 久野村       |                              |                              | 豊東郷村                   | 明治32年4月1日 改称 楢崎村 | 楢崎村                       | 楢崎村                      | 昭和26年4月1日 菊川村         | 昭和30年4月10日 菊川町       | 平成17年2月13日 下関市       | 下関市 |
| 楢崎村       |                              |                              | 豊東郷村                   | 明治32年4月1日 改称 楢崎村 | 楢崎村                       | 楢崎村                      | 昭和26年4月1日 菊川村         | 昭和30年4月10日 菊川町       | 平成17年2月13日 下関市       | 下関市 |
| 上岡枝村     | 上岡枝村                     | 上岡枝村                     | 岡枝村                     | 岡枝村                     | 岡枝村                       | 岡枝村                      | 昭和26年4月1日 菊川村         | 昭和30年4月10日 菊川町       | 平成17年2月13日 下関市       | 下関市 |
| 下岡枝村     |                              |                              | 岡枝村                     | 岡枝村                     | 岡枝村                       | 岡枝村                      | 昭和26年4月1日 菊川村         | 昭和30年4月10日 菊川町       | 平成17年2月13日 下関市       | 下関市 |
| 吉賀村       |                              |                              | 岡枝村                     | 岡枝村                     | 岡枝村                       | 岡枝村                      | 昭和26年4月1日 菊川村         | 昭和30年4月10日 菊川町       | 平成17年2月13日 下関市       | 下関市 |
| 樅ノ木村     | 樅ノ木村                     | 樅ノ木村                     | 豊東村                     | 豊東村                     | 豊東村                       | 豊東村                      | 豊東村                        | 昭和30年4月10日 菊川町       | 平成17年2月13日 下関市       | 下関市 |
| 道市村       |                              |                              | 豊東村                     | 豊東村                     | 豊東村                       | 豊東村                      | 豊東村                        | 昭和30年4月10日 菊川町       | 平成17年2月13日 下関市       | 下関市 |
| 轡井村       |                              |                              | 豊東村                     | 豊東村                     | 豊東村                       | 豊東村                      | 豊東村                        | 昭和30年4月10日 菊川町       | 平成17年2月13日 下関市       | 下関市 |
| 下保木村     |                              |                              | 豊東村                     | 豊東村                     | 豊東村                       | 豊東村                      | 豊東村                        | 昭和30年4月10日 菊川町       | 平成17年2月13日 下関市       | 下関市 |
| 上保木村     |                              |                              | 豊東村                     | 豊東村                     | 豊東村                       | 豊東村                      | 豊東村                        | 昭和30年4月10日 菊川町       | 平成17年2月13日 下関市       | 下関市 |
| 東中山村     |                              |                              | 豊東村                     | 豊東村                     | 豊東村                       | 豊東村                      | 豊東村                        | 昭和30年4月10日 菊川町       | 平成17年2月13日 下関市       | 下関市 |
| 西中山村     |                              |                              | 豊東村                     | 豊東村                     | 豊東村                       | 豊東村                      | 豊東村                        | 昭和30年4月10日 菊川町       | 平成17年2月13日 下関市       | 下関市 |
| 下大野村     |                              |                              | 豊東村                     | 豊東村                     | 豊東村                       | 豊東村                      | 豊東村                        | 昭和30年4月10日 菊川町       | 平成17年2月13日 下関市       | 下関市 |
| 上大野村     |                              |                              | 豊東村                     | 豊東村                     | 豊東村                       | 豊東村                      | 豊東村                        | 昭和30年4月10日 菊川町       | 平成17年2月13日 下関市       | 下関市 |
| 田部村       | 田部村                       | 田部村                       | 豊東村                     | 豊東村                     | 豊東村                       | 豊東村                      | 豊東村                        | 昭和30年4月10日 菊川町       | 平成17年2月13日 下関市       | 下関市 |
| 田部村       | 明治初年 分立 上田部村       |                              | 豊東村                     | 豊東村                     | 豊東村                       | 豊東村                      | 豊東村                        | 昭和30年4月10日 菊川町       | 平成17年2月13日 下関市       | 下関市 |
| 七見村       |                              |                              | 豊東村                     | 豊東村                     | 豊東村                       | 豊東村                      | 豊東村                        | 昭和30年4月10日 菊川町       | 平成17年2月13日 下関市       | 下関市 |
| 植田村       | 植田村                       | 一部                         | 内日村                     | 内日村                     | 内日村                       | 内日村                      | 内日村                        | 昭和30年4月10日 菊川町の一部 | 平成17年2月13日 下関市       | 下関市 |
| 植田村       | 植田村                       | 一部                         | 内日村                     | 内日村                     | 内日村                       | 内日村                      | 内日村                        | 昭和30年11月1日 下関市に編入 | 平成17年2月13日 下関市       | 下関市 |
| 内日上村     |                              |                              | 内日村                     | 内日村                     | 内日村                       | 内日村                      | 内日村                        | 昭和30年11月1日 下関市に編入 | 平成17年2月13日 下関市       | 下関市 |
| 内日下村     |                              |                              | 内日村                     | 内日村                     | 内日村                       | 内日村                      | 内日村                        | 昭和30年11月1日 下関市に編入 | 平成17年2月13日 下関市       | 下関市 |
| 六連島       | 六連島                       | 明治12年 赤間関区            | 彦島村                     | 彦島村                     | 大正10年10月1日 町制 彦島町  | 昭和8年3月20日 下関市に編入 | 下関市                        | 下関市                       | 平成17年2月13日 下関市       | 下関市 |
| 彦島         |                              | 明治12年 赤間関区            | 彦島村                     | 彦島村                     | 大正10年10月1日 町制 彦島町  | 昭和8年3月20日 下関市に編入 | 下関市                        | 下関市                       | 平成17年2月13日 下関市       | 下関市 |
| 関後地村     | 関後地村                     | 明治12年 赤間関区            | 赤間関市                   | 明治35年6月1日 改称 下関市 | 下関市                       | 下関市                      | 下関市                        | 下関市                       | 平成17年2月13日 下関市       | 下関市 |
| 赤間関       |                              | 明治12年 赤間関区            | 赤間関市                   | 明治35年6月1日 改称 下関市 | 下関市                       | 下関市                      | 下関市                        | 下関市                       | 平成17年2月13日 下関市       | 下関市 |
| 今浦御開作   | 明治初年 赤間関に合併        | 明治12年 赤間関区            | 赤間関市                   | 明治35年6月1日 改称 下関市 | 下関市                       | 下関市                      | 下関市                        | 下関市                       | 平成17年2月13日 下関市       | 下関市 |
| 伊崎村       | 明治初年 赤間関に合併        | 明治12年 赤間関区            | 赤間関市                   | 明治35年6月1日 改称 下関市 | 下関市                       | 下関市                      | 下関市                        | 下関市                       | 平成17年2月13日 下関市       | 下関市 |
| 竹崎浦       | 明治初年 赤間関に合併        | 明治12年 赤間関区            | 赤間関市                   | 明治35年6月1日 改称 下関市 | 下関市                       | 下関市                      | 下関市                        | 下関市                       | 平成17年2月13日 下関市       | 下関市 |
| 大坪村       | 大坪村                       | 大坪村                       | 豊東下村                   | 明治31年9月1日 改称 生野村 | 大正10年1月10日 下関市に編入 | 下関市                      | 下関市                        | 下関市                       | 平成17年2月13日 下関市       | 下関市 |
| 武久村       |                              |                              | 豊東下村                   | 明治31年9月1日 改称 生野村 | 大正10年1月10日 下関市に編入 | 下関市                      | 下関市                        | 下関市                       | 平成17年2月13日 下関市       | 下関市 |
| 幡生村       |                              |                              | 豊東下村                   | 明治31年9月1日 改称 生野村 | 大正10年1月10日 下関市に編入 | 下関市                      | 下関市                        | 下関市                       | 平成17年2月13日 下関市       | 下関市 |
| 後田村       |                              |                              | 豊東下村                   | 明治31年9月1日 改称 生野村 | 大正10年1月10日 下関市に編入 | 下関市                      | 下関市                        | 下関市                       | 平成17年2月13日 下関市       | 下関市 |
| 椋野村       |                              |                              | 豊東下村                   | 明治31年9月1日 改称 生野村 | 大正10年1月10日 下関市に編入 | 下関市                      | 下関市                        | 下関市                       | 平成17年2月13日 下関市       | 下関市 |
| 藤ヶ谷村     |                              |                              | 豊東下村                   | 明治31年9月1日 改称 生野村 | 大正10年1月10日 下関市に編入 | 下関市                      | 下関市                        | 下関市                       | 平成17年2月13日 下関市       | 下関市 |
| 長府村       | 明治初年 豊浦村 （長府後地） | 明治初年 豊浦村 （長府後地） | 長府村                     | 明治44年4月1日 町制 長府町 | 長府町                       | 長府町                      | 昭和12年3月26日 下関市に編入  | 下関市                       | 平成17年2月13日 下関市       | 下関市 |
| 長府村       | 明治初年 豊浦町 （府中）     |                              | 長府村                     | 明治44年4月1日 町制 長府町 | 長府町                       | 長府町                      | 昭和12年3月26日 下関市に編入  | 下関市                       | 平成17年2月13日 下関市       | 下関市 |
| 高畑村       |                              |                              | 長府村                     | 明治44年4月1日 町制 長府町 | 長府町                       | 長府町                      | 昭和12年3月26日 下関市に編入  | 下関市                       | 平成17年2月13日 下関市       | 下関市 |
| 前田村       |                              |                              | 長府村                     | 明治44年4月1日 町制 長府町 | 長府町                       | 長府町                      | 昭和12年3月26日 下関市に編入  | 下関市                       | 平成17年2月13日 下関市       | 下関市 |
| 富任村       | 富任村                       | 富任村                       | 豊西中村                   | 明治43年7月1日 安岡村      | 大正14年2月11日 町制 安岡町  | 安岡町                      | 昭和12年11月15日 下関市に編入 | 下関市                       | 平成17年2月13日 下関市       | 下関市 |
| 蒲生野村     |                              |                              | 豊西中村                   | 明治43年7月1日 安岡村      | 大正14年2月11日 町制 安岡町  | 安岡町                      | 昭和12年11月15日 下関市に編入 | 下関市                       | 平成17年2月13日 下関市       | 下関市 |
| 安岡村       |                              |                              | 豊西中村                   | 明治43年7月1日 安岡村      | 大正14年2月11日 町制 安岡町  | 安岡町                      | 昭和12年11月15日 下関市に編入 | 下関市                       | 平成17年2月13日 下関市       | 下関市 |
| 横野村       |                              |                              | 豊西中村                   | 明治43年7月1日 安岡村      | 大正14年2月11日 町制 安岡町  | 安岡町                      | 昭和12年11月15日 下関市に編入 | 下関市                       | 平成17年2月13日 下関市       | 下関市 |
| 福江村       |                              |                              | 豊西中村                   | 明治43年7月1日 安岡村      | 大正14年2月11日 町制 安岡町  | 安岡町                      | 昭和12年11月15日 下関市に編入 | 下関市                       | 平成17年2月13日 下関市       | 下関市 |
| 石原村       | 石原村                       | 石原村                       | 豊西下村                   | 豊西下村                   | 大正3年9月1日 改称 川中村    | 川中村                      | 昭和12年11月15日 下関市に編入 | 下関市                       | 平成17年2月13日 下関市       | 下関市 |
| 有富村       |                              |                              | 豊西下村                   | 豊西下村                   | 大正3年9月1日 改称 川中村    | 川中村                      | 昭和12年11月15日 下関市に編入 | 下関市                       | 平成17年2月13日 下関市       | 下関市 |
| 延行村       |                              |                              | 豊西下村                   | 豊西下村                   | 大正3年9月1日 改称 川中村    | 川中村                      | 昭和12年11月15日 下関市に編入 | 下関市                       | 平成17年2月13日 下関市       | 下関市 |
| 伊倉村       |                              |                              | 豊西下村                   | 豊西下村                   | 大正3年9月1日 改称 川中村    | 川中村                      | 昭和12年11月15日 下関市に編入 | 下関市                       | 平成17年2月13日 下関市       | 下関市 |
| 熊野村       |                              |                              | 豊西下村                   | 豊西下村                   | 大正3年9月1日 改称 川中村    | 川中村                      | 昭和12年11月15日 下関市に編入 | 下関市                       | 平成17年2月13日 下関市       | 下関市 |
| 稗田村       |                              |                              | 豊西下村                   | 豊西下村                   | 大正3年9月1日 改称 川中村    | 川中村                      | 昭和12年11月15日 下関市に編入 | 下関市                       | 平成17年2月13日 下関市       | 下関市 |
| 垢田村       |                              |                              | 豊西下村                   | 豊西下村                   | 大正3年9月1日 改称 川中村    | 川中村                      | 昭和12年11月15日 下関市に編入 | 下関市                       | 平成17年2月13日 下関市       | 下関市 |
| 綾羅木村     |                              |                              | 豊西下村                   | 豊西下村                   | 大正3年9月1日 改称 川中村    | 川中村                      | 昭和12年11月15日 下関市に編入 | 下関市                       | 平成17年2月13日 下関市       | 下関市 |
| 小月村       | 小月村                       | 小月村                       | 小月村                     | 小月村                     | 小月村                       | 昭和7年11月3日 町制 小月町  | 昭和14年5月17日 下関市に編入  | 下関市                       | 平成17年2月13日 下関市       | 下関市 |
| 清末村       | 清末村                       | 清末村                       | 清末村                     | 清末村                     | 清末村                       | 清末村                      | 昭和14年5月17日 下関市に編入  | 下関市                       | 平成17年2月13日 下関市       | 下関市 |
| 阿内村       |                              |                              | 清末村                     | 清末村                     | 清末村                       | 清末村                      | 昭和14年5月17日 下関市に編入  | 下関市                       | 平成17年2月13日 下関市       | 下関市 |
| 神田村       | 神田村                       | 神田村                       | 豊東前村                   | 明治31年9月1日 改称 王司村 | 王司村                       | 王司村                      | 昭和14年5月17日 下関市に編入  | 下関市                       | 平成17年2月13日 下関市       | 下関市 |
| 山田村       |                              |                              | 豊東前村                   | 明治31年9月1日 改称 王司村 | 王司村                       | 王司村                      | 昭和14年5月17日 下関市に編入  | 下関市                       | 平成17年2月13日 下関市       | 下関市 |
| 員光村       |                              |                              | 豊東前村                   | 明治31年9月1日 改称 王司村 | 王司村                       | 王司村                      | 昭和14年5月17日 下関市に編入  | 下関市                       | 平成17年2月13日 下関市       | 下関市 |
| 宇部村       |                              |                              | 豊東前村                   | 明治31年9月1日 改称 王司村 | 王司村                       | 王司村                      | 昭和14年5月17日 下関市に編入  | 下関市                       | 平成17年2月13日 下関市       | 下関市 |
| 才川村       |                              |                              | 豊東前村                   | 明治31年9月1日 改称 王司村 | 王司村                       | 王司村                      | 昭和14年5月17日 下関市に編入  | 下関市                       | 平成17年2月13日 下関市       | 下関市 |
| 松小田村     |                              |                              | 豊東前村                   | 明治31年9月1日 改称 王司村 | 王司村                       | 王司村                      | 昭和14年5月17日 下関市に編入  | 下関市                       | 平成17年2月13日 下関市       | 下関市 |
| 田倉村       | 田倉村                       | 田倉村                       | 豊東上村                   | 明治31年9月1日 改称 勝山村 | 勝山村                       | 勝山村                      | 昭和14年5月17日 下関市に編入  | 下関市                       | 平成17年2月13日 下関市       | 下関市 |
| 勝谷村       |                              |                              | 豊東上村                   | 明治31年9月1日 改称 勝山村 | 勝山村                       | 勝山村                      | 昭和14年5月17日 下関市に編入  | 下関市                       | 平成17年2月13日 下関市       | 下関市 |
| 楠乃村       |                              |                              | 豊東上村                   | 明治31年9月1日 改称 勝山村 | 勝山村                       | 勝山村                      | 昭和14年5月17日 下関市に編入  | 下関市                       | 平成17年2月13日 下関市       | 下関市 |
| 秋根村       |                              |                              | 豊東上村                   | 明治31年9月1日 改称 勝山村 | 勝山村                       | 勝山村                      | 昭和14年5月17日 下関市に編入  | 下関市                       | 平成17年2月13日 下関市       | 下関市 |
| 形山村       |                              |                              | 豊東上村                   | 明治31年9月1日 改称 勝山村 | 勝山村                       | 勝山村                      | 昭和14年5月17日 下関市に編入  | 下関市                       | 平成17年2月13日 下関市       | 下関市 |
| 井田村       |                              |                              | 豊東上村                   | 明治31年9月1日 改称 勝山村 | 勝山村                       | 勝山村                      | 昭和14年5月17日 下関市に編入  | 下関市                       | 平成17年2月13日 下関市       | 下関市 |
| 小野村       |                              |                              | 豊東上村                   | 明治31年9月1日 改称 勝山村 | 勝山村                       | 勝山村                      | 昭和14年5月17日 下関市に編入  | 下関市                       | 平成17年2月13日 下関市       | 下関市 |
| 吉見上村     | 吉見上村                     | 吉見上村                     | 豊西上村                   | 豊西上村                   | 大正11年10月1日 改称 吉見村  | 吉見村                      | 昭和14年5月17日 下関市に編入  | 下関市                       | 平成17年2月13日 下関市       | 下関市 |
| 吉見下村     |                              |                              | 豊西上村                   | 豊西上村                   | 大正11年10月1日 改称 吉見村  | 吉見村                      | 昭和14年5月17日 下関市に編入  | 下関市                       | 平成17年2月13日 下関市       | 下関市 |
| 永田郷村     |                              |                              | 豊西上村                   | 豊西上村                   | 大正11年10月1日 改称 吉見村  | 吉見村                      | 昭和14年5月17日 下関市に編入  | 下関市                       | 平成17年2月13日 下関市       | 下関市 |
| 吉母村       | 吉母村                       | 吉母村                       | 豊西村                     | 豊西村                     | 豊西村                       | 豊西村                      | 豊西村                        | 昭和29年8月1日 下関市に編入  | 平成17年2月13日 下関市       | 下関市 |
| 蓋井島       |                              |                              | 豊西村                     | 豊西村                     | 豊西村                       | 豊西村                      | 豊西村                        | 昭和29年8月1日 下関市に編入  | 平成17年2月13日 下関市       | 下関市 |
| 室津上村     | 室津上村                     | 御崎地区                     | 豊西村                     | 豊西村                     | 豊西村                       | 豊西村                      | 豊西村                        | 昭和29年8月1日 下関市に編入  | 平成17年2月13日 下関市       | 下関市 |
| 室津上村     | 室津上村                     | その他                       | 豊西村                     | 豊西村                     | 豊西村                       | 豊西村                      | 豊西村                        | 昭和30年4月1日 豊浦町        | 平成17年2月13日 下関市       | 下関市 |
| 室津下村     |                              |                              | 豊西村                     | 豊西村                     | 豊西村                       | 豊西村                      | 豊西村                        | 昭和30年4月1日 豊浦町        | 平成17年2月13日 下関市       | 下関市 |
| 川棚村       | 川棚村                       | 川棚村                       | 川棚村                     | 川棚村                     | 川棚村                       | 川棚村                      | 川棚村                        | 昭和30年4月1日 豊浦町        | 平成17年2月13日 下関市       | 下関市 |
| 厚母郷村     | 厚母郷村                     | 厚母郷村                     | 豊西東村                   | 明治31年9月1日 改称 黒井村 | 黒井村                       | 黒井村                      | 黒井村                        | 昭和30年4月1日 豊浦町        | 平成17年2月13日 下関市       | 下関市 |
| 黒井村       |                              |                              | 豊西東村                   | 明治31年9月1日 改称 黒井村 | 黒井村                       | 黒井村                      | 黒井村                        | 昭和30年4月1日 豊浦町        | 平成17年2月13日 下関市       | 下関市 |
| 吉永村       |                              |                              | 豊西東村                   | 明治31年9月1日 改称 黒井村 | 黒井村                       | 黒井村                      | 黒井村                        | 昭和30年4月1日 豊浦町        | 平成17年2月13日 下関市       | 下関市 |
| 涌田後地     |                              |                              | 豊西東村                   | 明治31年9月1日 改称 黒井村 | 黒井村                       | 黒井村                      | 黒井村                        | 昭和30年4月1日 豊浦町        | 平成17年2月13日 下関市       | 下関市 |
| 小串村       | 小串村                       | 小串村                       | 小串村                     | 小串村                     | 大正14年5月1日 町制 小串町   | 小串町                      | 小串町                        | 昭和31年7月1日 豊浦町に編入  | 平成17年2月13日 下関市       | 下関市 |
| 宇賀村       | 宇賀村                       | 宇賀村                       | 宇賀村                     | 宇賀村                     | 宇賀村                       | 宇賀村                      | 宇賀村                        | 昭和30年4月1日 豊浦町の一部  | 平成17年2月13日 下関市       | 下関市 |
| 宇賀村       | 宇賀村                       | 宇賀村                       | 宇賀村                     | 宇賀村                     | 宇賀村                       | 宇賀村                      | 宇賀村                        | 昭和30年4月1日 豊北町の一部  | 平成17年2月13日 下関市       | 下関市 |
| 滝部村       | 滝部村                       | 滝部村                       | 滝部村                     | 滝部村                     | 滝部村                       | 滝部村                      | 滝部村                        | 昭和30年4月1日 豊北町        | 平成17年2月13日 下関市       | 下関市 |
| 田耕村       | 田耕村                       | 田耕村                       | 田耕村                     | 田耕村                     | 田耕村                       | 田耕村                      | 田耕村                        | 昭和30年4月1日 豊北町        | 平成17年2月13日 下関市       | 下関市 |
| 神田上村     | 神田上村                     | 神田上村                     | 神玉村                     | 神玉村                     | 神玉村                       | 神玉村                      | 神玉村                        | 昭和30年4月1日 豊北町        | 平成17年2月13日 下関市       | 下関市 |
| 矢玉浦       |                              |                              | 神玉村                     | 神玉村                     | 神玉村                       | 神玉村                      | 神玉村                        | 昭和30年4月1日 豊北町        | 平成17年2月13日 下関市       | 下関市 |
| 神田下村     | 神田下村                     | 神田下村                     | 神田下村                   | 神田下村                   | 大正7年5月1日 改称 神田村    | 神田村                      | 神田村                        | 昭和30年4月1日 豊北町        | 平成17年2月13日 下関市       | 下関市 |
| 阿川村       | 阿川村                       | 阿川村                       | 阿川村                     | 阿川村                     | 阿川村                       | 阿川村                      | 阿川村                        | 昭和30年4月1日 豊北町        | 平成17年2月13日 下関市       | 下関市 |
| 粟野村       | 粟野村                       | 粟野村                       | 粟野村                     | 粟野村                     | 粟野村                       | 粟野村                      | 粟野村                        | 昭和30年4月1日 豊北町        | 平成17年2月13日 下関市       | 下関市 |
| 角島村       | 角島村                       | 角島村                       | 角島村                     | 角島村                     | 角島村                       | 角島村                      | 角島村                        | 昭和30年4月1日 豊北町        | 平成17年2月13日 下関市       | 下関市 |
| 麻生上村     | 麻生上村                     | 麻生上村                     | 豊田前村                   | 豊田前村                   | 豊田前村                     | 豊田前村                    | 昭和28年6月1日 町制 豊田前町  | 昭和29年3月31日 美祢市の一部 | 平成20年3月21日 美祢市の一部 | 美祢市 |
| 麻生下村     |                              |                              | 豊田前村                   | 豊田前村                   | 豊田前村                     | 豊田前村                    | 昭和28年6月1日 町制 豊田前町  | 昭和29年3月31日 美祢市の一部 | 平成20年3月21日 美祢市の一部 | 美祢市 |
| 今山村       |                              |                              | 豊田前村                   | 豊田前村                   | 豊田前村                     | 豊田前村                    | 昭和28年6月1日 町制 豊田前町  | 昭和29年3月31日 美祢市の一部 | 平成20年3月21日 美祢市の一部 | 美祢市 |
| 保々村       |                              |                              | 豊田前村                   | 豊田前村                   | 豊田前村                     | 豊田前村                    | 昭和28年6月1日 町制 豊田前町  | 昭和29年3月31日 美祢市の一部 | 平成20年3月21日 美祢市の一部 | 美祢市 |
| 古烏帽子村   |                              |                              | 豊田前村                   | 豊田前村                   | 豊田前村                     | 豊田前村                    | 昭和28年6月1日 町制 豊田前町  | 昭和29年3月31日 美祢市の一部 | 平成20年3月21日 美祢市の一部 | 美祢市 |
| 嶽村         |                              |                              | 豊田前村                   | 豊田前村                   | 豊田前村                     | 豊田前村                    | 昭和28年6月1日 町制 豊田前町  | 昭和29年3月31日 美祢市の一部 | 平成20年3月21日 美祢市の一部 | 美祢市 |

## 行政
歴代郡長
| 代 | 氏名 | 就任年月日               | 退任年月日                | 備考                   |
| -- | ---- | ------------------------ | ------------------------- | ---------------------- |
| 1  |      | 明治12年（1879年）1月6日 |                           |                        |
|    |      |                          | 大正15年（1926年）6月30日 | 郡役所廃止により、廃官 |